# خرچنگ نرم‌پوسته

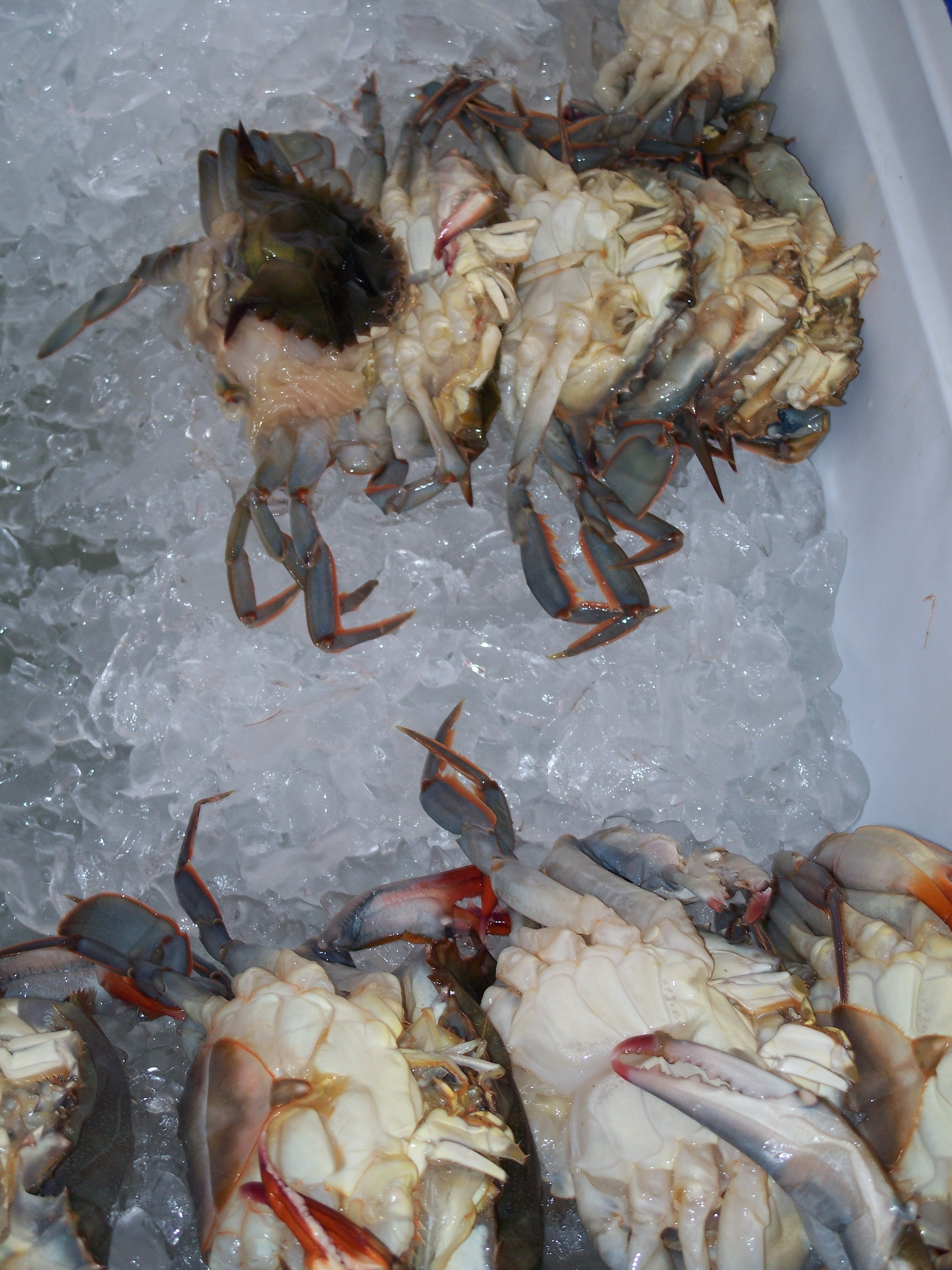
خرچنگ نرم پوسته

خرچنگ نرم پوسته (به انگلیسی: Soft shell crab) به خرچنگ بلافاصله بعد از پوست‌اندازی گفته می‌شود. در آشپزی ژاپنی خرچنگ در این حالت به‌طور کامل به صورت کاراآگه، روغن‌پزی شده و خورده می‌شود.    

## منبع
- مشارکت‌کنندگان ویکی‌پدیا. «ソフトシェルクラブ». در دانشنامهٔ ویکی‌پدیای ژاپنی، بازبینی‌شده در ۱ مارس ۲۰۱۲.